# José Padilha
José Bastos Padilha Neto (Rio de Janeiro, 1 augustus 1967) is een Braziliaanse scenarioschrijver, filmproducent en filmregisseur.
Hij studeerde af als bachelor in de bedrijfseconomie aan de Pontifícia Universidade Católica do Rio de Janeiro. In het Britse Oxford studeerde hij vervolgens Engelse literatuur, politieke economie en internationale politiek. Na zijn studie debuteerde Padilha als scenarioschrijver in de door hem geproduceerde documentaire Os carvoeiros (1999). In 2002 regisseerde hij de documentaire Bus 174 over een gebeurtenis in zijn geboortestad. Vijf jaar later brak hij door met de door hem geschreven, geregisseerde en geproduceerde film Tropa de Elite. Vervolgens regisseerde Padilha in 2009 de documentaire Secrets of the Tribe. Één jaar later regisseerde hij de vervolgfilm Tropa de Elite 2. Vanaf 2011 is Padilha in Hollywood bezig met een remake van de cultklassieker RoboCop.

## Filmografie (selectie)

### Documentaires
- 2009: Secrets of the Tribe
- 2002: Bus 174

### Films
- 2018: 7 Days in Entebbe
- 2014: RoboCop
- 2010: Tropa de Elite 2
- 2007: Tropa de Elite